# تری استیتس، آرکانزاس، لوئیزیانا و تگزاس
تری استیتس (به انگلیسی: Three States) یک منطقهٔ مسکونی در ایالات متحده آمریکا است که در تگزاس قرار دارد.